# アルト (富山県の企業)
株式会社アルト（ALT）は、富山県富山市に本社を置く環境・リサイクルを事業とした企業である。
社名の『ALT』は、『Amenity（ここち良い）、Life（暮らしを）Together（共に）』の略である。

## 企業理念
- 環境の美化とリサイクルを通じて気持ちの良い街づくりに貢献する[4]

## 社是
- 環境美化で住みよい町づくり[4]
- 上見て進み下見て育てよう[4]

## 事業所
- 本社（富山県富山市水橋市田袋280）[3]
- 針原営業所（富山県富山市針原中町491-1）[3]

## 沿革
- 1985年 - 創業[4]。
- 1987年2月2日 - 有限会社中越興産を設立[4]。
- 1997年2月1日 - 現社名に変更[4]。
- 2004年10月 - 社屋を現在地に移転[4]。

## 事業
出典→
- 一般廃棄物収集運搬業
- 産業廃棄物収集運搬業
- 産業廃棄物中間処理業
- 特別管理産業廃棄物収集運搬業
- リサイクルプラント（アルミ缶、スチール缶、ペットボトル、ビン、廃プラスチック、廃食用油、廃蛍光ランプ、各種）
- リサイクルBOX
- 一般貨物運送事業、
- 建設業
- 遺品整理
- 古物商